# Osztrák schilling
A schilling (ejtsd: „siling”, német nyelven leírva mindig nagy kezdőbetűvel: Schilling) Ausztria pénzegysége volt, amíg 2002-ben be nem vezették az eurót. A hivatalos átváltási árfolyama szerint egy euró 13,7603 schillinget ér. Rövidítése öS (oeS), majd a nemzeti valuták megjelölésének nemzetközi egységesítése után ATS.
A schilling váltópénze a groschen volt. Egy schilling 100 groschent ért.
A schillinget 1924-ben vezették be, ekkor 1 egységét 10 000 osztrák–magyar korona értékével tették egyenlővé. 1938-ban, az Anschluss-szal eltörölték (1 német birodalmi márka ekkor 1,5 schillinget ért), majd a Második Osztrák Köztársaság a II. világháború után, 1945. november 30-án újra forgalomba helyezte. Ekkor 1 birodalmi márkáért 1 schillinget adtak, az átváltható mennyiséget személyenként 150 schillingre korlátozták.
Az 1947. novemberi „második schilling törvénnyel” új bankjegyeket bocsátottak ki. A pénzegység az 1950-es években szilárdult meg, amikor is árfolyamát az amerikai dolláréhoz kötötték (1 dollár 26 schillinget ért). 1971-ben, a Bretton Woods-i rendszer megszűnése után a schilling árfolyamát egy valutakosárhoz, majd 1976-tól a német márkához igazították.
Az euró érméket és bankjegyeket 2002-ben bocsátották ki, a régi schillinget még az év február 28-áig kivonták a forgalomból. A schilling érméket és bankjegyeket az Österreichische Nationalbank („Osztrák Nemzeti Bank”) korlátlan ideig beváltja euróra.
Az euró bevezetésekor forgalomban lévő érmék (részletesen: az osztrák schilling pénzérméi):
Bankjegyek az euró bevezetése előtt :
| névérték       | euróban | első kiadás      | előlap                   | hátlap                                  |
| -------------- | ------- | ---------------- | ------------------------ | --------------------------------------- |
| 20 schilling   | 1,45    | 1986. október 1. | Moritz Michael Daffinger | Albertina                               |
| 50 schilling   | 3,63    | 1986. január 2.  | Sigmund Freud            | Josephinum (Alsergrund, Bécs)           |
| 100 schilling  | 7,27    | 1984. január 2.  | Eugen von Böhm-Bawerk    | Osztrák Tudományos Akadémia             |
| 500 schilling  | 36,34   | 1987. január 7.  | Otto Wagner              | Osztrák Postatakarékpénztár             |
| 500 schilling  | 36,34   | 1997. január 1.  | Rosa Mayreder            | Rosa Mayreder, Karl Mayreder és emberek |
| 1000 schilling | 72,67   | 1983. január 3.  | Erwin Schrödinger        | Bécsi Egyetem                           |
| 1000 schilling | 72,67   | 1997. január 1.  | Karl Landsteiner         | Karl Landsteiner kísérletezés közben    |
| 5000 schilling | 363,36  | 1988. január 4.  | Wolfgang Amadeus Mozart  | Staatsoper (Bécs)                       |